# Rock River (Wyoming)
Rock River város az USA Wyoming államában, Albany megyében. Lakosainak száma 211 fő (2020. április 1.).

## Népesség
A település népességének változása:

| 2010 | 245 |
| 2020 | 211 |